# Lazinov
Lazinov település Csehországban, a Blanskói járásban. Lazinov Stvolová, Vranová, Letovice és Křetín településekkel határos. Lakosainak száma 241 fő (2024. január 1.).

## Népesség
A település lakosságának változását az alábbi diagram mutatja:
| Lakosok száma | 271  | 352  | 352  | 289  | 134  | 151  | 162  | 168  | 175  | 241  |
|               | 1869 | 1900 | 1921 | 1961 | 1980 | 2011 | 2016 | 2019 | 2021 | 2024 |